# Нукі
Нукі́ (ісп. Nuquí) — місто на північному заході Колумбії у департаменті Чоко.

## Географія
Нукі знаходиться на тихоокеанському узбережжі у центрально-західній частині департаменту.

### Клімат
| Клімат Нукі             | Клімат Нукі | Клімат Нукі | Клімат Нукі | Клімат Нукі | Клімат Нукі | Клімат Нукі | Клімат Нукі | Клімат Нукі | Клімат Нукі | Клімат Нукі | Клімат Нукі | Клімат Нукі | Клімат Нукі |
| Показник                | Січ.        | Лют.        | Бер.        | Квіт.       | Трав.       | Черв.       | Лип.        | Серп.       | Вер.        | Жовт.       | Лист.       | Груд.       | Рік         |
| Середній максимум, °C   | 28          | 28          | 28          | 28          | 28          | 28          | 28          | 27          | 27          | 27          | 27          | 27          | 28,3        |
| Середня температура, °C | 26          | 26          | 26          | 26          | 26          | 26          | 26          | 26          | 26          | 26          | 26          | 26          | 26          |
| Середній мінімум, °C    | 26          | 26          | 26          | 26          | 25          | 26          | 26          | 26          | 26          | 26          | 26          | 26          | 26          |
| Температура води, °C    | 27          | 27          | 27          | 27          | 28          | 28          | 28          | 28          | 27          | 27          | 27          | 27          | 27          |
| Норма опадів, мм        | 302.5       | 255.0       | 263.2       | 390.5       | 453.8       | 446.8       | 457.0       | 492.0       | 471.5       | 442.2       | 467.8       | 392.8       | 4835.1      |
| Днів з опадами          | 23,3        | 19,1        | 22          | 25,5        | 28,1        | 26,4        | 27,2        | 27,5        | 27,1        | 27,6        | 27          | 26,1        | 306,9       |
| ----------------------- | ----------- | ----------- | ----------- | ----------- | ----------- | ----------- | ----------- | ----------- | ----------- | ----------- | ----------- | ----------- | ----------- |
| Джерело: Weather Spark  |             |             |             |             |             |             |             |             |             |             |             |             |             |